# Dan Howbert
Dan Howbert (japanisch ハウバート・ダン Howbert Dan; * 29. Juli 1987 in der Präfektur Kanagawa) ist ein ehemaliger japanischer Fußballspieler.

## Karriere
Howbert erlernte das Fußballspielen in der Universitätsmannschaft der Aichi-Gakuin-Universität. Seinen ersten Vertrag unterschrieb er 2010 bei Kyoto Sanga FC. Der Verein spielte in der höchsten Liga des Landes, der J1 League. Am Ende der Saison 2010 stieg der Verein in die J2 League ab. 2011 erreichte er das Finale des Kaiserpokal. Für den Verein absolvierte er 11 Ligaspiele. 2012 wechselte er zum Drittligisten YSCC Yokohama. Ende 2011 beendete er seine Karriere als Fußballspieler.

## Erfolge
Kyoto Sanga FC
- Kaiserpokal

Finalist: 2011